# Leichtathletik-Weltmeisterschaften 1995/1500 m der Männer

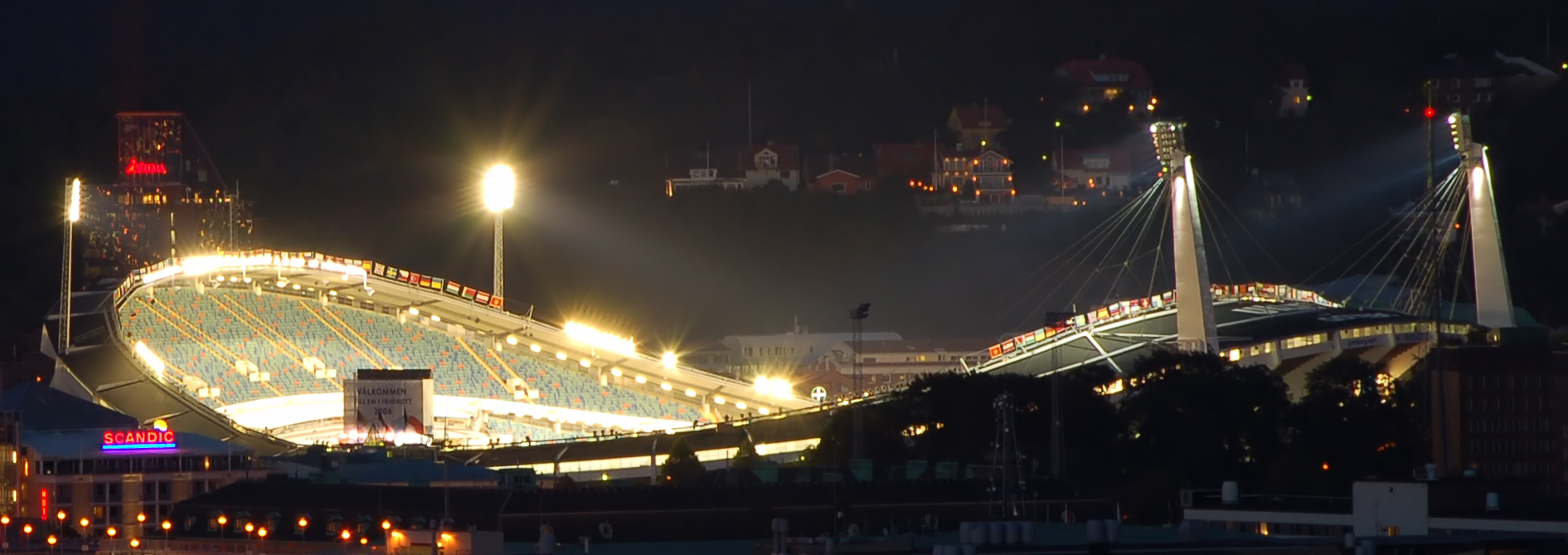
Das Göteborger Ullevi-Stadion im Jahr 2006

Der 1500-Meter-Lauf der Männer bei den Leichtathletik-Weltmeisterschaften 1995 wurde vom 10. bis 13. August 1995 im Göteborger Ullevi-Stadion ausgetragen.
Seinen dritten Weltmeistertitel in Folge errang der Algerier Noureddine Morceli. Er gewann vor dem Marokkaner Hicham El Guerrouj. Bronze ging an Vénuste Niyongabo aus Burundi.

## Bestehende Rekorde
| Weltrekord | 3:27,37 min | Noureddine Morceli | Nizza, Frankreich       | 12. Juli 1995     |
| WM-Rekord  | 3:32,84 min | Noureddine Morceli | WM 1991 in Tokio, Japan | 1. September 1991 |

Der bestehende WM-Rekord wurde bei diesen Weltmeisterschaften nicht eingestellt und nicht verbessert.

## Vorrunde
Die Vorrunde wurde in vier Läufen durchgeführt. Die ersten fünf Athleten pro Lauf – hellblau unterlegt – sowie die darüber hinaus vier zeitschnellsten Läufer – hellgrün unterlegt – qualifizierten sich für das Halbfinale.

### Vorlauf 1

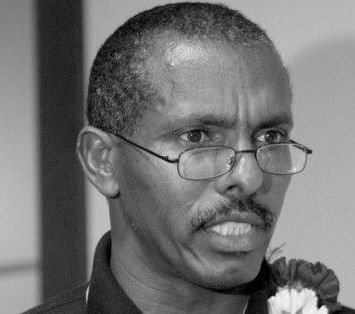
Sein siebter Platz im ersten Vorlauf reichte Abdi Bile, 1987 Weltmeister und 1993 WM-Dritter, nicht zum Weiterkommen
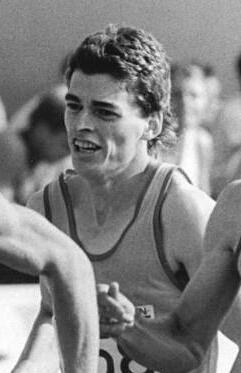
Jens-Peter Herold (hier in einem Rennen 1987), 1990 Europameister, scheiterte als Achter seines Rennens in der Vorrunde
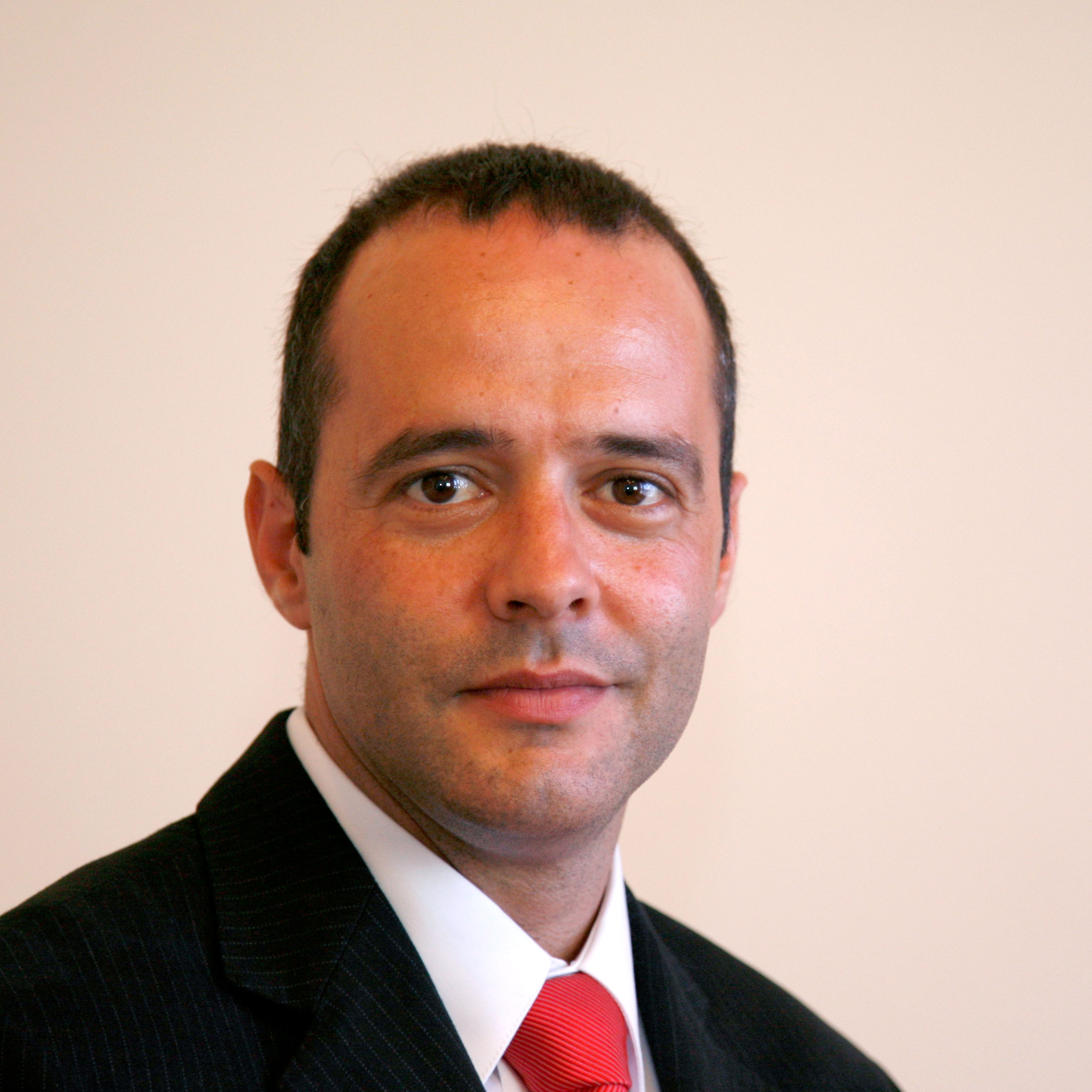
Mateo Cañellas wurde Zehnter in seinem Vorlauf und schied damit aus

10. August 1995, 17:50 Uhr
| Platz | Name              | Nation         | Zeit (min) |
| ----- | ----------------- | -------------- | ---------- |
| 1     | Alí Hakimi        | Tunesien       | 3:48,40    |
| 2     | Vénuste Niyongabo | Burundi        | 3:48,58    |
| 3     | Samir Benfarés    | Frankreich     | 3:48,64    |
| 4     | John Mayock       | Großbritannien | 3:48,65    |
| 5     | Paul McMullen     | USA            | 3:48,70    |
| 6     | Branko Zorko      | Kroatien       | 3:48,83    |
| 7     | Abdi Bile         | Somalia        | 3:48,86    |
| 8     | Jens-Peter Herold | Deutschland    | 3:49,24    |
| 9     | Jonah Birir       | Kenia          | 3:49,26    |
| 10    | Mateo Cañellas    | Spanien        | 3:49,71    |
| 11    | Xandru Grech      | Malta          | 3:54,96    |

### Vorlauf 2
10. August 1995, 18:00 Uhr
| Platz | Name                   | Nation         | Zeit (min) |
| ----- | ---------------------- | -------------- | ---------- |
| 1     | Noureddine Morceli     | Algerien       | 3:42,58    |
| 2     | Fermín Cacho           | Spanien        | 3:43,05    |
| 3     | Reuben Chesang Kambich | Kenia          | 3:43,26    |
| 4     | Rachid El Basir        | Marokko        | 3:43,29    |
| 5     | Kevin Sullivan         | Kanada         | 3:43,41    |
| 6     | Kevin McKay            | Großbritannien | 3:43,87    |
| 7     | Brian Hyde             | USA            | 3:44,03    |
| 8     | Martin Johns           | Neuseeland     | 3:45,10    |
| 9     | Luís Jesús             | Portugal       | 3:46,43    |
| 10    | José López             | Venezuela      | 3:46,81    |
| 11    | Werner Edler-Muhr      | Österreich     | 3:47,06    |

### Vorlauf 3
10. August 1995, 18:10 Uhr
| Platz | Name                  | Nation         | Zeit (min) |
| ----- | --------------------- | -------------- | ---------- |
| 1     | Azzeddine Sediki      | Marokko        | 3:38,24    |
| 2     | Gary Lough            | Großbritannien | 3:38,62    |
| 3     | Éric Dubus            | Frankreich     | 3:38,80    |
| 4     | Julius Achon          | Uganda         | 3:39,04    |
| 5     | Niall Bruton          | Irland         | 3:39,27    |
| 6     | Joaquim Cruz          | Brasilien      | 3:39,47    |
| 7     | Christophe Impens     | Belgien        | 3:40,37    |
| 8     | Rüdiger Stenzel       | Deutschland    | 3:40,65    |
| 9     | Ovidiu Olteanu        | Rumänien       | 3:43,20    |
| 10    | Nioka Pululu          | Republik Kongo | 4:02,68    |
| DNS   | Ahmed Ibrahim Warsama | Katar          |            |

### Vorlauf 4
10. August 1995, 18:20 Uhr
| Platz | Name                   | Nation     | Zeit (min) |
| ----- | ---------------------- | ---------- | ---------- |
| 1     | Hicham El Guerrouj     | Marokko    | 3:38,93    |
| 2     | Mohamed Suleiman       | Katar      | 3:39,06    |
| 3     | Wjatscheslaw Schabunin | Russland   | 3:39,21    |
| 4     | Abdelkader Chékhémani  | Frankreich | 3:39,34    |
| 5     | Terrance Herrington    | USA        | 3:39,40    |
| 6     | Isaac Viciosa          | Spanien    | 3:39,42    |
| 7     | Robert Andersen        | Dänemark   | 3:40,50    |
| 8     | Passmore Furusa        | Simbabwe   | 3:41,01    |
| 9     | Edgar de Oliveira      | Brasilien  | 3:41,74    |
| 10    | Sammy Mutai            | Kenia      | 3:44,57    |
| 11    | Selwyn Kole            | Salomonen  | 4:05,07    |

## Halbfinale
In den beiden Halbfinalläufen qualifizierten sich die jeweils ersten fünf Athleten – hellblau unterlegt – sowie die darüber hinaus zwei zeitschnellsten Läufer – hellgrün unterlegt – für das Finale.

### Halbfinallauf 1

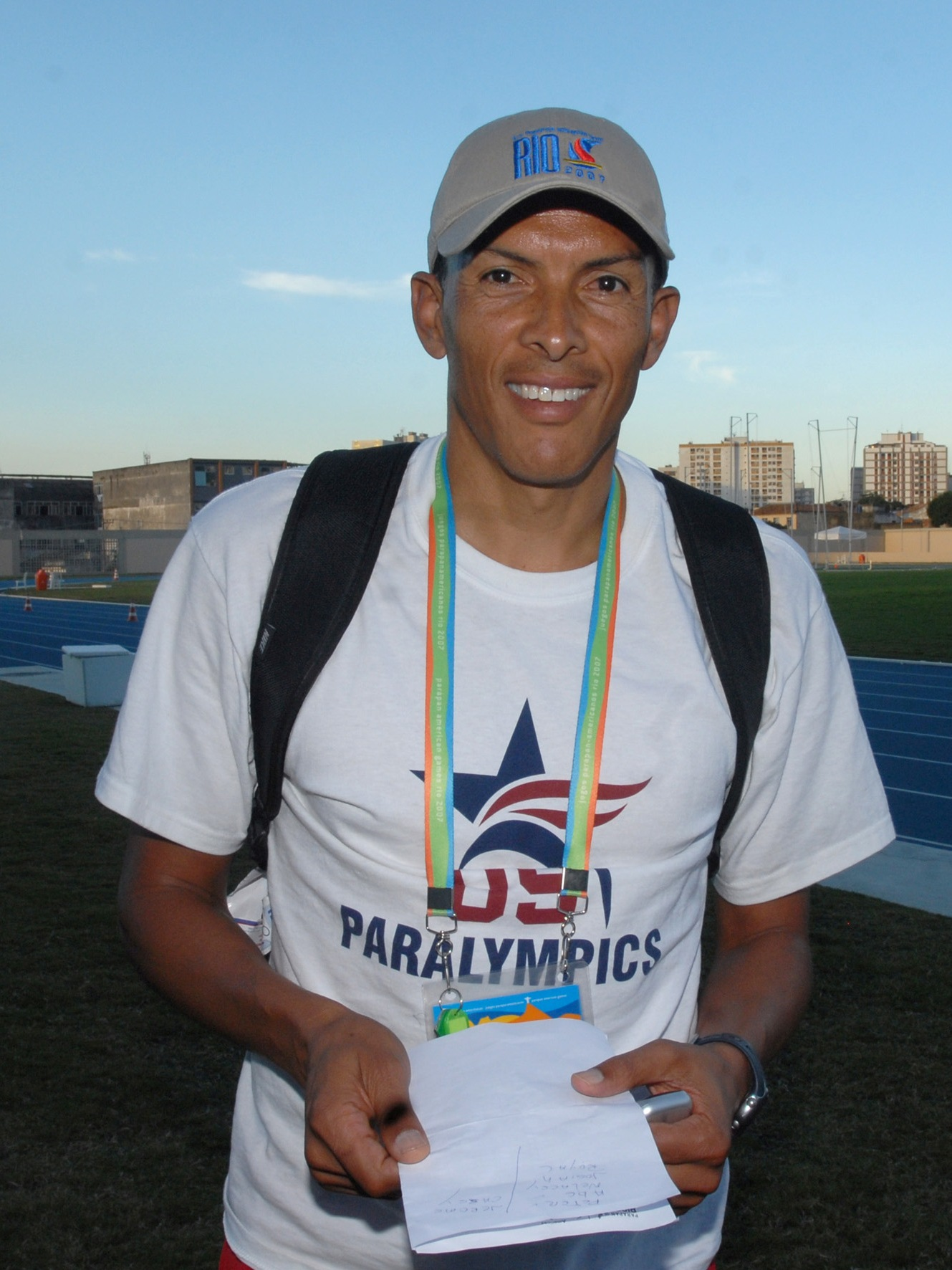
Joaquim Cruz (Foto: 2007), über 800 Meter 1984 Olympiasieger, 1988 Olympiazweiter und 1983 WM-Dritter, trat zum Halbfinale nicht an

11. August 1995, 19:05 Uhr
| Platz | Name                  | Nation         | Zeit (min) |
| ----- | --------------------- | -------------- | ---------- |
| 1     | Noureddine Morceli    | Algerien       | 3:38,37    |
| 2     | Niall Bruton          | Irland         | 3:39,00    |
| 3     | Abdelkader Chékhémani | Frankreich     | 3:39,08    |
| 4     | Kevin Sullivan        | Kanada         | 3:39,23    |
| 5     | Fermín Cacho          | Spanien        | 3:39,35    |
| 6     | Alí Hakimi            | Tunesien       | 3:39,40    |
| 7     | Éric Dubus            | Frankreich     | 3:39,73    |
| 8     | Terrance Herrington   | USA            | 3:39,96    |
| 9     | John Mayock           | Großbritannien | 3:40,20    |
| 10    | Christophe Impens     | Belgien        | 3:44,86    |
| 11    | Azzeddine Sediki      | Marokko        | 3:46,84    |
| DNS   | Joaquim Cruz          | Brasilien      |            |

### Halbfinallauf 2

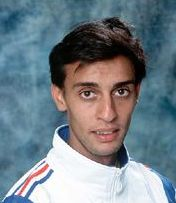
Samir Benfarés belegte Rang elf in seinem Halbfinallauf und schied damit aus

11. August 1995, 19:14 Uhr
| Platz | Name                   | Nation         | Zeit (min) |
| ----- | ---------------------- | -------------- | ---------- |
| 1     | Hicham El Guerrouj     | Marokko        | 3:37,47    |
| 2     | Vénuste Niyongabo      | Burundi        | 3:37,62    |
| 3     | Mohamed Suleiman       | Katar          | 3:37,78    |
| 4     | Gary Lough             | Großbritannien | 3:37,78    |
| 5     | Rachid El Basir        | Marokko        | 3:37,96    |
| 6     | Isaac Viciosa          | Spanien        | 3:38,03    |
| 7     | Paul McMullen          | USA            | 3:38,54    |
| 8     | Wjatscheslaw Schabunin | Russland       | 3:38,61    |
| 9     | Julius Achon           | Uganda         | 3:39,87    |
| 10    | Reuben Chesang Kambich | Kenia          | 3:40,63    |
| 11    | Samir Benfarés         | Frankreich     | 3:43,19    |
| 12    | Robert Andersen        | Dänemark       | 3:46,41    |

## Finale

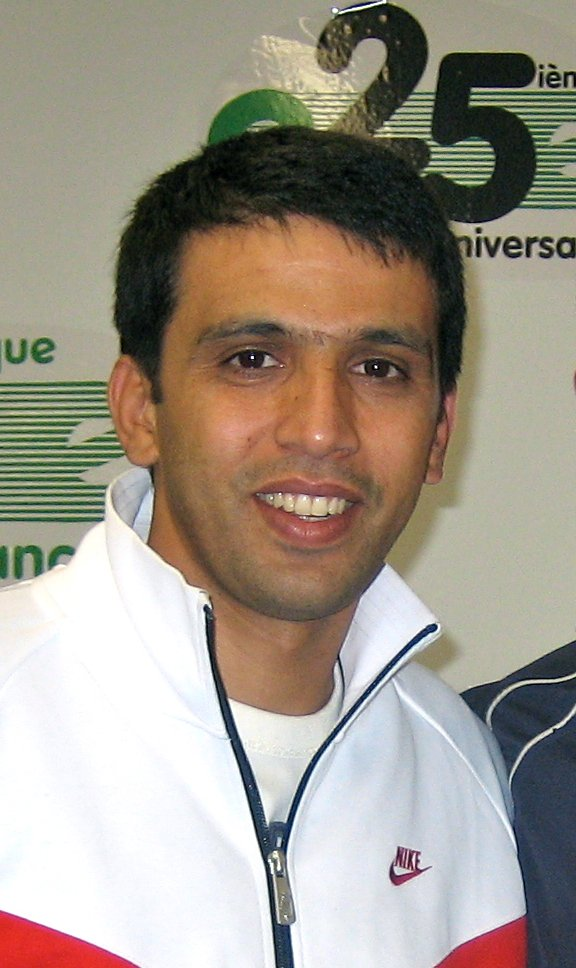
Vizeweltmeister Hicham El Guerrouj – er entwickelte sich in den kommenden Jahren mit vier WM-Titeln und zwei Olympiasiegen zu einem der erfolgreichsten Mittel- und Langstreckenläufer der Sportgeschichte
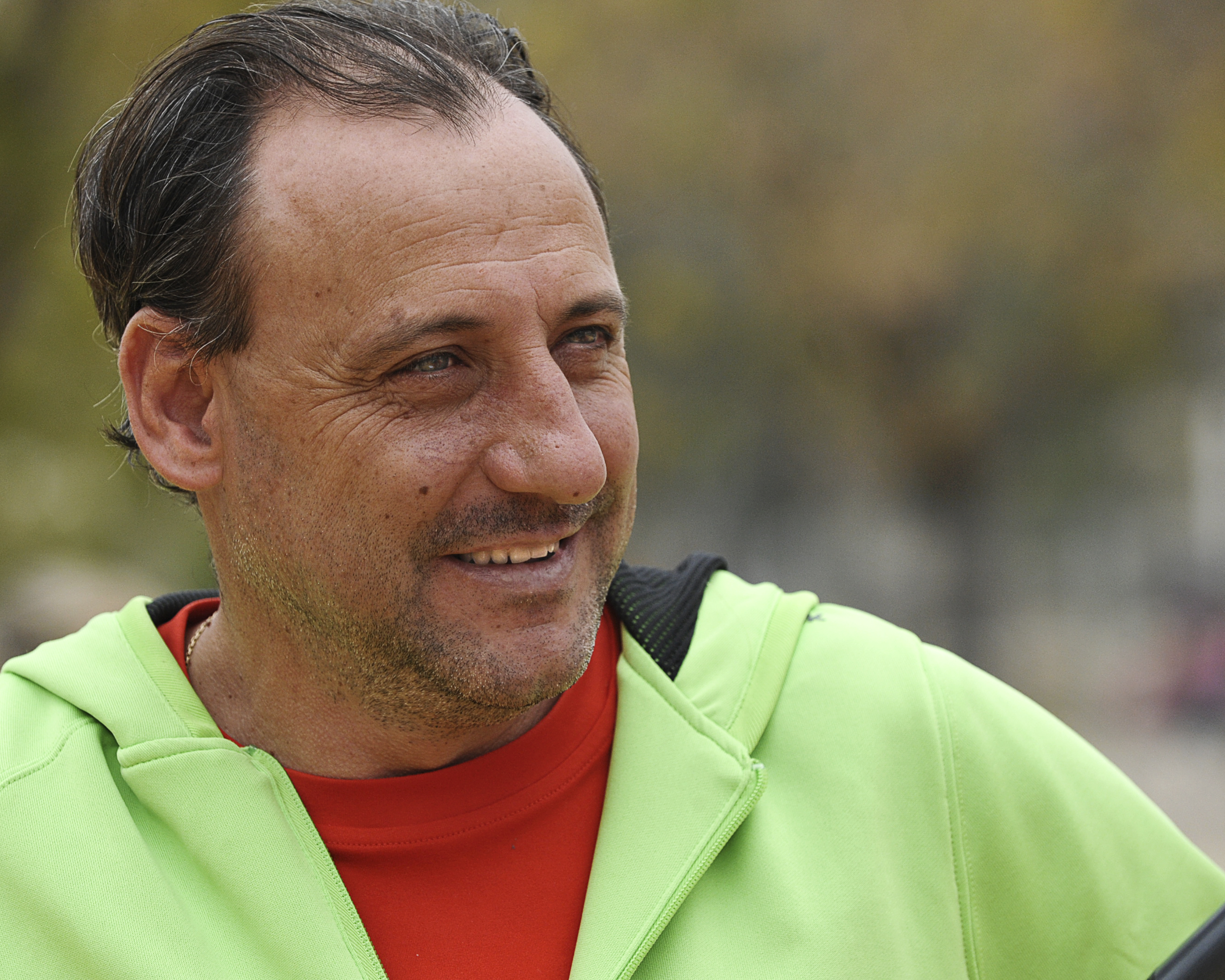
Fermín Cacho (hier im Jahr 2011), 1992 Olympiasieger, 1993 Vizeweltmeister und amtierender Europameister, kam auf den achten Platz

13. August 1995, 16:20 Uhr
| Platz | Name                  | Nation         | Zeit (min) |
| ----- | --------------------- | -------------- | ---------- |
| 1     | Noureddine Morceli    | Algerien       | 3:33,73    |
| 2     | Hicham El Guerrouj    | Marokko        | 3:35,28    |
| 3     | Vénuste Niyongabo     | Burundi        | 3:35,56    |
| 4     | Rachid El Basir       | Marokko        | 3:35,96    |
| 5     | Kevin Sullivan        | Kanada         | 3:36,73    |
| 6     | Abdelkader Chékhémani | Frankreich     | 3:36,90    |
| 7     | Mohamed Suleiman      | Katar          | 3:36,96    |
| 8     | Fermín Cacho          | Spanien        | 3:37,02    |
| 9     | Gary Lough            | Großbritannien | 3:37,59    |
| 10    | Paul McMullen         | USA            | 3:38,23    |
| 11    | Niall Bruton          | Irland         | 3:39,15    |
| 12    | Isaac Viciosa         | Spanien        | 3:41,12    |

## Video
- Men's 1500m Final World Champs Gothenburg 1995, Video veröffentlicht am 27. April 2016 auf youtube.com, abgerufen am 24. Mai 2020

5000M